# محمد بن محرز الوهراني
رُكنُ الدّين أبو عبد الله محمّد بن مُحرِز بن محمّد الوَهراني الجزائري (؟ - 1179 م/ 575 هـ) أديب وناثر مغاربي من أهل القرن الثاني عشر الميلادي/السادس الهجري عاش معظم حياته في المشرق. ولد في وهران ونشأ بها في فترة الركود الدولة المرابطية. قام برحلات إلى المشرق في 1156، وسكن دمشق بالدولة الزنكية وزار القاهرة الأيوبية. توفي في داريا قرب دمشق. خلّف في الأدب منامات ومقامات ورسائل عديدة، حققه إبراهيم شعلان ومحمد نغش وجمعه في كتاب بعنوان «منامات الوهراني ومقاماته ورسائله» سنة 1968.

## سيرته
هو محمّد بن مُحرِز بن محمد الوهراني المغربي. ولد ونشأ بوهران وتعلم بها، في سنة غير معلومة في عهد الدولة المرابطية، محتملًا في بداية القرن السادس الهجري/ الثاني عشر الميلادي. وشهد الوهراني سقوط الدولة المرابطية واستيلاء الموحدين عليها.

قام برحلات، فرحل إلى المشرق نحو سنة 550 هـ/ 1156 م، فخرج من وهران ومرّ بجزيرة صِقليّة ثم انتقل إلى بلاد الشام وطاف بعددٍ من بلدانها حتى استقر في دمشق، وذلك في أيام نور الدين زنكي. 

وفي سنة 555 هـ/ 1160 م ذهب إلى بغداد في أيام خلافة القائم العباسي وسلطنة أرسلان شاه السجلوقي طلبًا للتكسُّب بشعره فيما يبدو. ولكنّه لم يوفّق فعاد إلى دمشق في 556 هـ / 1161 م. وبعد رجوعه من بغداد تولّى الخطابة في داريا، وهي قرية في غوطة دمشق. 

زار الوهراني مصر مرّتين على الأقل. يبدو أنه زار القاهرة في المرّة الأولى للتكسّب بالشعر وللدخول في ديوان الإنشاء، وذلك في أيام صلاح الدين الأيوبي قبل سلطنته. وديوان الإنشاء كان يحتل المرتبة الثانية من حيث الأهمية بعد ديوان الحبس، وكان القاضي الفاضل على رأسه في ولاية صلاح الدين الأيوبي. فلما رأى الوهراني القاضي الفاضل والعماد الكاتب الأصفهاني وتلك الحقبة من أمثالهما في ميدان الإنشاء، فانصرف وعاد إلى دمشق. ثم إنه زار مصر مرّة أخرى أو أكثر من مرّة وتطوّف فيها وعمل في التجارة، ولكنّ حظّه من التكسّب بالتجارة لم يكن أوفَرَ من حظِّه في التكسِّب بالشعر.

توفي الوهراني في داريا سنة 575 هـ في الأغلب ودفن في تراب أبو سليمان الداراني، وقد وصل خبر وفاته إلى القاهرة في 17 رجب، أو يقال توفي سنة 574 هـ. ولعّله لم يعمر طويلًا.

## مهنته الأدبية
كان الوهراني أديبٌ متعدّدُ نواحي الشخصية والثقافة، له مساهمةٌ في الأدب والفقه والعلم والفلسفة، وله معرفةٌ بألفاظ الفِرَق الإسلامية، وهو يصرّف كل ذلك في آثاره. فاهتم بالكتابة الأدبية. وصفه عمر فروخ «هو منشئ ظريفٌ بارعٌ في وجوه الصِناعة اللفظيّة خاصّةً، غير أنّه يَتّكئُ على تعابير بديع الزمان الهمذاني كثيرًا وعلى تعابير الحريري قليلًا. ولا ريبَ في أنّه أدنى في الإنشاء طَبَقَةً من الهمذاني والحريري والقاضي الفاضل والعماد الإصفهاني. ومع أنّه عَدَل عن طريقةِ هولاء وأمثالهم في الجدّ إلى الهزلِ والسُخريةِ، فإنّه انحدرَ إلى الإسقااف والإحماض المكشوفَينِ النابِيَينِ، ولم يستطع أن يسوق الهزلَ والإحماض في الكنايات البريئة كما فَعَل بديعُ الزمان والحريريُّ مثلًا... وللوهراني نظمٌ عاديٌّ. وعلى آثارِه كُلِّها شيءٌ من الضَّعف.» ثم صرّح «وكان الوهراني مُتَكَسِّبًا قليلَ الاحتفال بالمبادئ السامية. ومع كَثرةِ إيراد الأقوال الدينية في آثاره، فإنّنا لا نستطيع أن ندفَعَ عنه أشياءَ من قِلِةِ الوَرَعِ تقتربُ من أن تكونَ شواهدَ على زَندَقته.»

```
ولقد اختار الوهراني أسلوب السخرية والتهكم في الكتابة «جليسُ كلّ ظريف»، وجمع فيه الكثير من رسائله ومناماته وفصوله الهزلية. 
[
4
]
 أول من كتب عنه هو ابن خلكان في 
وفيات الأعيان
، قال عنه 
«
 أحد الفضلاء الظرفاء، قدم من بلاده إلى الديار المصرية في أيام السلطان صلاح الدين، رحمه الله تعالى، وفنه الذي يمت به صناعة الإنشاء، فلما دخل البلاد ورأى بها القاضي الفاضل وعماد الدين الأصبهاني الكاتب وتلك الحلبة (2) علم من نفسه أنه ليس من طبقتهم ولا تتفق سلعته مع وجودهم، فعدل عن طريق الجد وسلك طريق الهزل، وعمل المنامات والرسائل المشهورة به والمنسوبة إليه، وهي كثيرة الوجود بأيدي الناس، وفيها دلالة على خفة روحه ورقة حاشيته وكمال ظرفه، ولو لم يكن له فيها إلا المنام الكبير لكفاه، فإنه أتى فيه بكل حلاوته، ولولا طوله لذكرته..
»
[
5
]
```

وعن موضوعات آثاره، يعتقد عبد القادر مغدير أن الوهراني «قد سخّر قلمه للتشهير بكبار علماء زمانه من فقهاء وأدباء وأطباء وقضاة وكشف ما يجري في الأوساط الدينية من التكسب بالدين واختلاس الأموال والتلاعب بموارد الأوقاف. لقد عرّى الوهراني الكثير من المفاسد الاجتماعية والسياسية في زمانـه، واحتـج عليـها بأسلوبه الساخر.» 

## مؤلفاته
- «جليسُ كلّ ظريف»، فيه عددٌ من رسائله وفصوله الهزلية
- «المنامات»، فيه مقاماته ورسائله، وقد سلك فيه مسلك أبي العلاء المعري في الغفران، وقد مدح ابن خلكان هذا الكتاب.

حقق إبراهيم شعلان ومحمد نغش آثار الوهراني في كتاب بعنوان «منامات الوهراني ومقاماته ورسائله» وراجعه عبد العزيز الأهواني، وصدر عن دار الكاتب العربي في القاهرة سنة 1968.